# GW170817
GW170817은 2017년 8월 17일 레이저 간섭계 중력파 관측소 LIGO와 VIRGO 간섭계가 관측한 중력파로, 대략 1억 4400만 광년 떨어진 타원은하인 NGC 4993에서 발생하였다. 이 중력파는 중성자별 쌍성이 궤도 감쇠 현상으로 인한 빠른 회전 및 충돌에 의해 생성되었으며, 두 중성자별이 합병되며 끝나게 되었다. 2025년 5월 기준으로, 이는 전자기파 관측과 명확히 연관된 것으로 확정된 유일한 중력파 검출 사례이다.
이전의 다섯 번의 중력파 검출은 모두 합병하는 블랙홀에서 발생했기에 검출 가능한 전자기 신호가 있을 것으로 예상되지 않았다. 하지만 이번 합병은 지구 7대륙과 우주에 위치한 70개의 관측소에 의해 전자기 스펙트럼 전역에서 관측되었다. 이는 다중 신호 천문학에서의 큰 전진을 가져오게 되었다. 사이언스는 GW170817의 발견과 그 이후의 관측에 대해 2017년 '올해의 돌파구(Breakthrough of the Year)' 상을 수여했다.
GW170817은 약 100초 동안 들을 수 있는 지속 시간을 가졌으며, 두 중성자별의 궤도 감쇠 현상에서 예상되는 특징적인 강도와 주파수를 나타냈다. 두 개의 LIGO와 하나의 Virgo에서 각 위치에 대한 중력파 도달 시간의 차이를 분석한 결과 중력파가 발생한 대략적인 각도에 대한 정보를 알아낼 수 있었다. 합병으로부터 중력파가 방출된 시간으로부터 1.7후 페르미 감마선 우주망원경와 INTEGRAL 우주망원경에 의해 약 2초의 단기지속 감마선 폭발(sGRB)이 탐지되었으며 이는 GRB 170817A로 명명되었다. 이 감마선 검출기들은 방향 감도가 매우 제한적었음에도 불구하고 중력파의 방향과 겹치는 넓은 하늘 영역을 가리키었다. 이는 중성자별 합병이 중요한 단기지속 감마선 폭발의 전구체의 하나의 중요한 요인이라는 가설을 확인해주었다.
중력파 검출로 지목된 영역에서 예상되는 파장대를 탐색하기 위해 집중적인 관측 캠페인이 우선적으로 진행되었다. 이 탐색 과정 중 신호가 감지된 지 11시간 후 NGC 4993 은하에서 과도천문현상 SSS17a가 관측되었으며, 이후 킬로노바 AT 2017gfo로 지정되었다. 이 현상은 이후 며칠과 몇 주에 걸쳐 전파에서 X선 파장대까지 다양한 영역으로부터 수많은 망원경에 의해 포착되었다. 이는 중성자별 합병으로부터 방출된 것으로 예상되는 빠르게 이동하며 급속히 냉각되는 중성자가 풍부한 물질의 구름인 것으로 밝혀졌다.
2018년 10월, 천문학자들은 2015년에 탐지된 단기지속 감마선 폭발 GRB 150101B가 GW170817에서 보고된 것과 동일한 천체물리 현상의 이전 사례일 수 있다고 보고했다. 감마선, 광학, X선 방출면에서 두 사건 간의 유사성뿐만 아니라 관련된 은하의 특성 또한 매우 비슷하다고 간주되었으며, 이는 GRB 150101B 또한 중성자별 합병의 결과일 가능성을 제안하였다. 이 두 사례는 이전에는 알려지지 않았던 새로운 유형의 킬로노바 과도천문현상을 의미할 수 있으며, 킬로노바가 기존에 이해했던 것보다 우주에서 더 다양하고 더 흔한 것일 수 있음을 보여주었다. 이후 연구에서는 GW170817 이전에 발생한 단기지속 감마선 폭발인 GRB 160821B 역시 AT 2017gfo의 잔광과의 유사성을 근거로 하여 이 범주에 속하는 것으로 해석되었다.

## 발표
우리가 중력파와 전자기파, 우리의 우주의 메신저에서 대격변적인 천체물리학적 사건을 처음으로 관측한 것이다.
2017년 10월 16일 워싱턴 DC의 National Press Club과 독일 뮌헨 가르힝의 유럽 남방 천문대(ESO) 본부에서 열린 기자회견에서 GW170817의 관측이 공식적으로 발표되었다.
공식 발표 전에 일부 정보가 유출되었었다. 2017년 8월 18일 텍사스 대학교 오스틴의 천문학자 존 크레이그 휠러가 "New LIGO. Source with optical counterpart. Blow your sox off!"라고 트위터에 글을 올리며 정보가 조금 유출이 되었었다. 그는 나중에 이 트위터 글을 삭제한 뒤 뉴스 엠바고를 걸었음에도 이 내용을 퍼뜨린 것에 대한 사과를 했다. 다른 사람들도 이 소문을 추적했으며, 여러 주요 망원경의 공개 관측 기록에서 히드라자리 내 약 40Mpc(1억 3,000만 광년) 떨어진 은하인 NGC 4993을 관측하기 위해 우선 관측 요청이 이루어졌다는 사실을 보고했다. 협력단은 앞서 여러 신호가 분석 중이라는 이전 발표 외에는 소문에 대해 언급을 거부하며 추가적인 정보를 제공하지 않았다.

## 중력파 검출
중력파 신호는 약 100초 동안 지속되었으며 24 헤르츠의 주파수에서 시작되었다. 이는 쌍블랙홀의 합병 과정에서 관측되는 몇 초의 지속시간보다 훨씬 길다. 신호는 약 3,000번의 주기를 거쳐 진폭과 주파수가 증가해 수백 헤르츠까지 도달했고, 전형적인 나선형 처프 패턴(inspiral chirp pattern)을 따라 충돌 신호는 12:41:04.4 UTC에 멈추었다.:2  신호는 이탈리아의 VIRGO 간섭계에 처음 도달했고, 22 ms 후 미국 루이지애나주의 LIGO 리빙스턴 관측소에 도달하였다. 또한 3 ms가 지난 후 미국 워싱턴 주의 LIGO 핸포드 관측소에도 도달했다. 이 신호는 일반 상대성이론에서 유도된 포스트-뉴턴 전개(post-Newtonian expansion)를 바탕으로 한 예측값과의 비교를 통해 검출 및 분석되었다.:3
LIGO 핸포드 관측소의 데이터 스트림의 자동화된 컴퓨터 탐색이 LIGO 팀에게 이 현상이 일어난 6분 후에 알람을 발동하였다. 이 시점에서는 중력파 발생 16초 후 보내진 감마선 경보가 이미 발령된 상태였다. 이 때문에 "타이밍 거의 일치(Timing near-coincidence)" 플래그가 자동적으로 달렸다. LIGO와 VIRGO 팀은 이 현상이 발생한 40분 후 후속팀들의 천문학자들에게 이에 대한 예비 경고를 감마선의 대략적인 위치와 함께 발행하였다.
이 사건의 발생 위치를 결정하기 위해서는 세 개의 간섭계에서 수집된 데이터를 종합해야 했으나, 두 가지 문제로 인해 지연이 발생했다. VIRGO의 데이터는 데이터 전송 문제로 지연되었고, LIGO 리빙스톤 관측소의 데이터는 사건의 정점 몇 초 전 발생한 짧은 기기 잡음에 의해 오염되었다. 이 잡음은 가장 낮은 주파수 대역에서 신호가 상승하는 순간 병행으로 지속되었다. 이러한 문제들은 하늘 위치 발표 전에 수작업 분석 및 보간이 필요했으며, 결국 사건 발생 약 4.5시간 후에 발표가 이루어 질 수 있었다. 세 개의 검출기로부터 얻은 데이터는 중력파의 원천을 90% 확률로 남반구 하늘의 31평방도 영역 내로 위치를 좁혔다. 이후 더 정밀한 계산으로 위치의 범위는 28평방도로 좁혀졌다. 특히 VIRGO 간섭계에서 명확한 신호 검출이 없었다는 사실은 신호의 원천이 VIRGO 간섭계의 맹점 중 하나에 위치했음을 알려주었으며, 이는 탐색 영역을 상당히 줄이는 역할을 해주었다.

## 감마선 검출

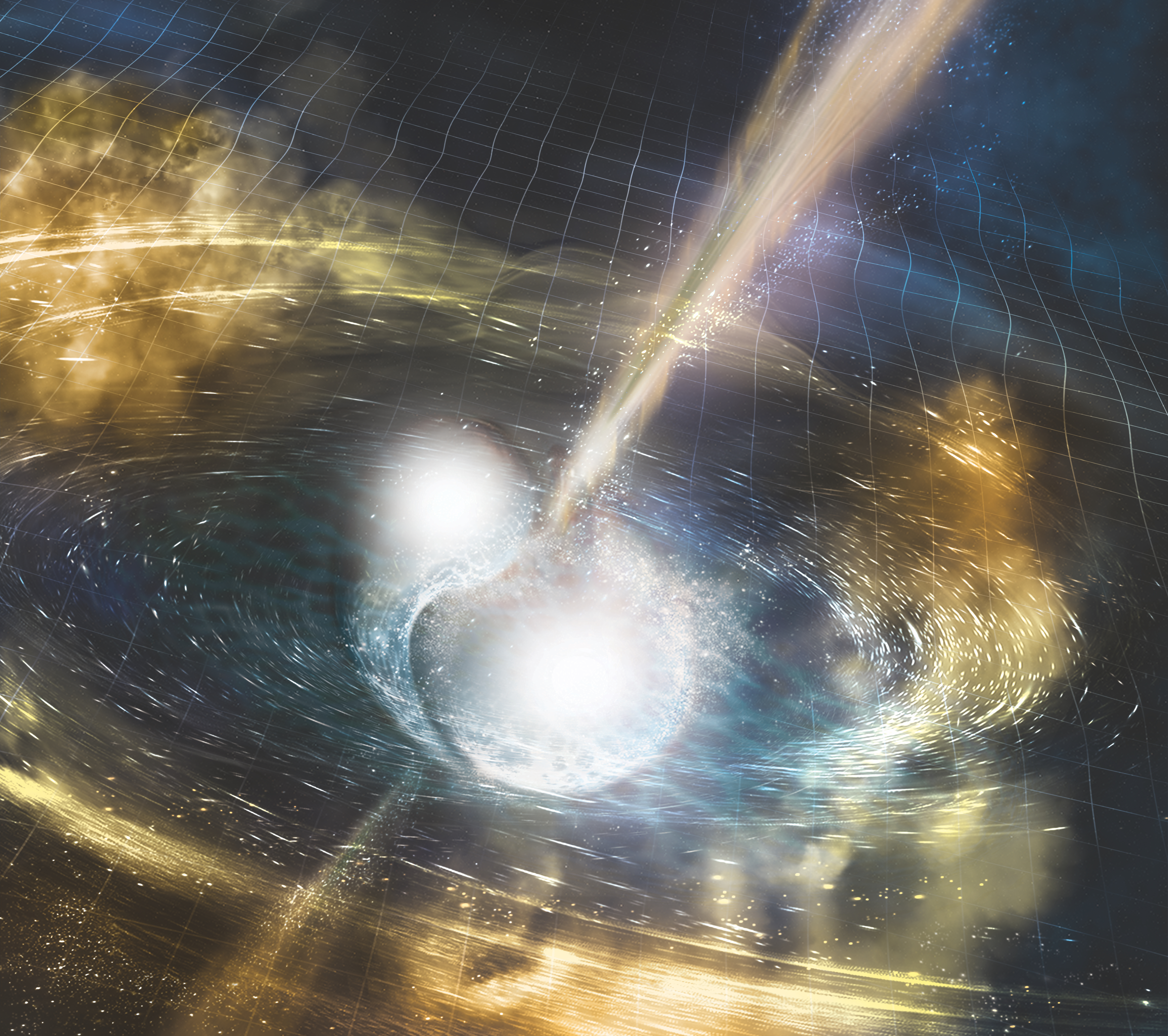
두 개의 중성자별이 합쳐지는 모습을 상상한 그림.

처음으로 감지된 전자기 신호는 GRB 170817A이었다. 이는 단기지속 감마선 폭발로, 합병 후 약 1.74±0.05초 정도 감지가 되었으며, 약 2초간 지속되었다.:5
GRB 170817A는 페르미 감마선 우주망원경에 의해 처음 기록되었으며, 감지 이후 14초 만에 자동 경보를 발령하였다. LIGO와 VIRGO의 검출 약 40분 후, INTEGRAL 감마선 망원경의 데이터를 수동으로 처리하므로써 해당 사건에 대한 독립적인 데이터를 찾았다. 페르미 감마선 우주망원경과 INTEGRAL의 도착 시간 차이는 현상이 발생한 위치를 측정하는 것을 개선하는 것에 대해 도움을 주었다.
이 GRB는 원천이 되는 은하인 NGC 4993의 가까운 거리에 대해 상대적으로 희미했는데, 이는 GRB의 제트가 지구를 정면으로 향하지 않고 약 30도 각도로 비스듬하게 향하고 있었기 때문인 것으로 추측된다.

## 전자기파 후속 관측

6일에 거쳐서 촬영된 GRB 1708174와 배경의 NGC 4993을 보여주는 허블의 사진.

다른 천문학자들에게 일련의 경고가 발령되었는데, 경고는 LIGO의 감마선 검출 및 단일 검출 신호에 대한 보고가 13:21 UTC에 이루어졌고, 세 개의 검출기를 통한 위치 보고는 17:54 UTC에 이루어졌다. 이 경고들은 많은 천문 측량과 로보틱 망원경들의 대규모 탐색을 발발했다. 탐색 영역이 보름달 면적의 150배 정도로 매우 넓었기 때문에 탐사가 도전적이었다. 또한 탐색 영역이 하늘에서 태양 근처에 있었기 때문에 어떠한 망원경을 사용하든 상관없이 해질녘 이후 몇 시간밖에 관찰할 수 없었다.

광학 광도곡선.

총 6개의 팀(일-미터(One-Meter), 이 반구(Two Hemispheres) (1M2H), DLT 40, VISTA, 마스터(Master), DEcam, 라스 쿰브레스 천문대(Las Cumbres Observatory)(칠레))이 90분 간격으로 각각 새로운 같은 영상을 얻었다.:5 충돌과 관련된 첫 번째 광학적 빛을 감지한 팀은 스워프 초신성 전천탐사를 진행하는 1M2H 팀으로 칠레에 있는 라스 캄파나스 천문대에서 근적외선 영역에서 작동하는 스워프 망원경 중력파 현상이 일어난지 10시간 52분이 지난 후 찍은 NGC 4993에서 빛을 관측하였다. 그들은 이 사실을 최초로 발표하였으며, 사건 발생 12시간 26분 후에 발행된 공보(circular)에서 이 발견을 SSS17a로 명명했다. 이후 이 새로운 광원은 국제천문연맹(IAU)으로부터 공식 명칭 AT 2017gfo를 부여받았다.
1M2H 팀은 중력파 관측을 통해 예측된 우주 영역 내의 모든 은하를 전천탐사 하였고, 한개의 광원을 식별하였다. 병합의 모은하를 확인함으로써, 중력파만을 기반으로 한 것과 일치하는 정확한 거리 측정이 가능해졌다.:5

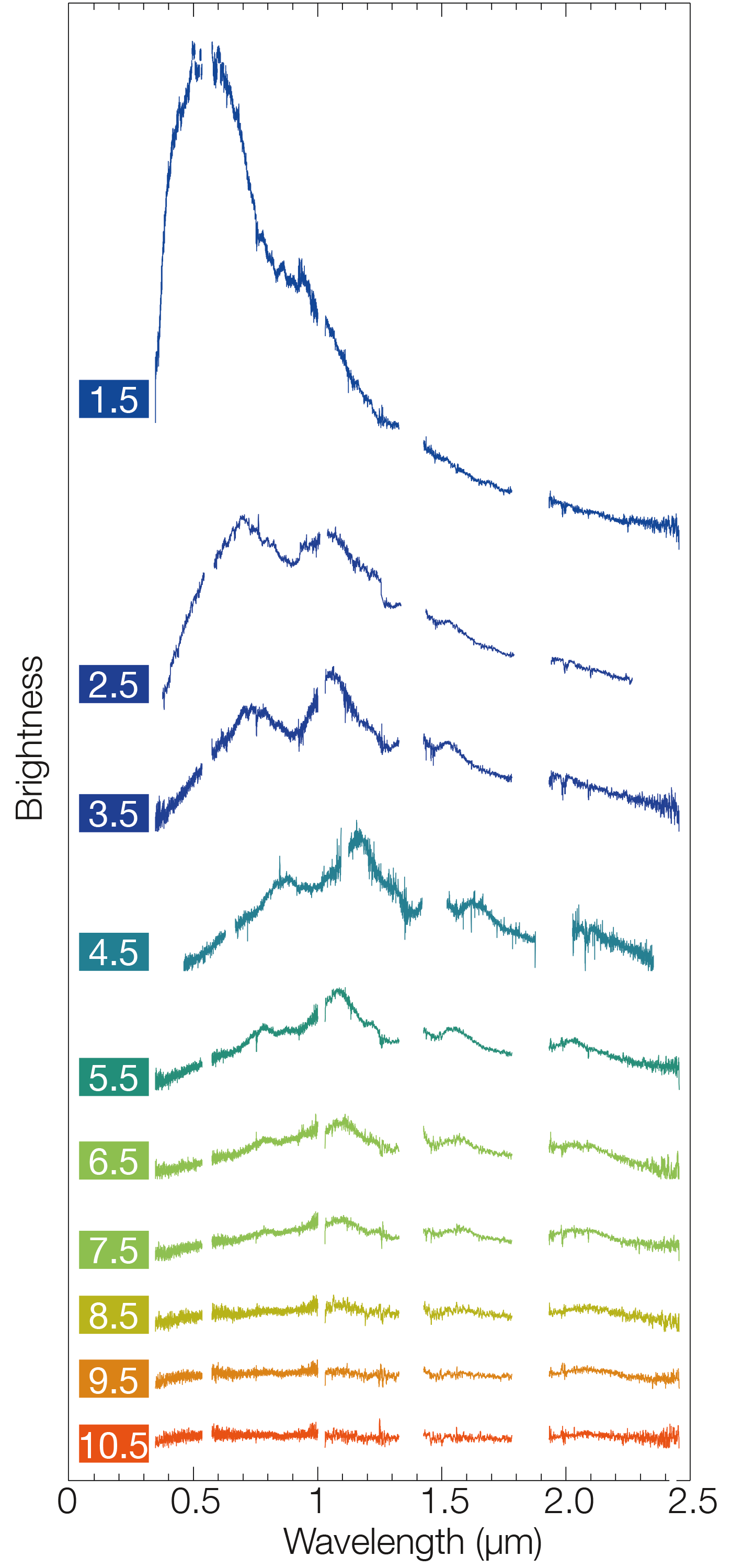
광학 및 근적외선 스펙트럼의 변화.

광학 및 근적외선 광원의 검출 위치 추정의 불확실도를 수 도 단위에서 0.0001도 수준으로 대폭 줄일 수 있었다. 이를 통하여 수많은 지상 및 우주 망원경들이 며칠 및 수 주 동안 해당 광원을 관측할 수 있게 되었다. 위치가 정해진 직후 몇 시간 내에 적외선 및 가시광선 영역에서 추가 관측이 다수 시행되었다. 이후 며칠 동안 광원이 팽창하고 냉각됨에 따라 광원의 색상이 파란색에서 빨간색으로 바뀌었다.
수많은 광학 및 적외선 스펙트럼이 관측되었는데, 초기 스펙트럼은 거의 특징이 없었지만, 며칠 후에는 빛의 속도의 약 10%로 방출된 물질을 나타내는 넓은 스펙트럼 특징이 나타났다. AT 2017gfo가 중력파 사건 GW170817의 여파라는 것을 뒷받침하는 여러 강력한 증거들이 존재한다. 색 변화와 스펙트럼은 지금까지 알려진 어떤 초신성과도 현저히 다르다. NGC 4993의 거리는 중력파 신호를 통한 독립적으로 추정된 거리와 일치한다. 중력파를 통한 위치 추정 영역에서는 다른 일시적 천체가 발견되지 않았다. 마지막으로, 다양한 기록된 이미지에서 AT 2017gfo의 위치에는 아무런 광원이 존재하지 않았음이 확인되어, 우리 은하 내의 전경 변광성이 아님이 입증되었다.
이 광원은 사건 발생 후 15.3시간 뒤, 스위프트 감마선 폭발 관측 위성에 의해 자외선 영역(X선 영역은 제외)에서 탐지되었았다. 초기에는 X선과 전파에서 탐지되지 않았으나, 사건 발생 9일 후 찬드라 X선 천문대를 통해 X선에서, 16일 후에는 뉴멕시코에 위치한 장기선 간섭계(VLA)를 통해 전파에서 각각 관측되었다. 전자기 스펙트럼 전역을 아우르는 70개 이상의 관측소들이 이 광원을 관측하였다.
전파 및 X선 밝기는 병합 후 150일째에 정점에 도달한 후 감소하였다. 천문학자들은 허블 우주 망원경을 이용해 GW170817의 광학 잔광을 지속적으로 관측해 왔다. 2020년 3월, 병합 940일 후에도 찬드라 천문대를 통해 5시그마 수준의 X선 방출이 계속 관측되었다.

## 다른 감지기
IceCube 및 ANTARES 중성미자 관측소와 피에르 오제(Pierre Auger) 관측소의 후속 연구에서는 사건과 일치하는 중성미자가 발견되지 않았다. 중성미자가 감지되지 않은 것은 사건이 큰 축 외 각도에서 관찰되었고 따라서 유출 제트가 지구를 향하지 않았기 때문으로 설명 가능하다.

## 천문학적 기원과 생성물
GW170817과 같은 중성자별 시스템의 기원과 특성(질량과 스핀)은 복잡한 쌍성 상호작용의 오랜 연쇄 과정을 거쳐 형성된 결과이다. 중력파 신호는 두 개의 중성자별이 충돌하여 발생했음을 나타내며, 총 질량은 2.82+0.47
−0.09태양질량(M☉)으로 추정된다. 허블 시간의 (두 배) 내에 병합할 것으로 예측되는 쌍 중성자별에 부합하는 병합될 것으로 예상되는 쌍 중성자 별에서 관찰된 것과 일치하는 낮은 자전을 가정하면 총 질량은2.74+0.04
−0.01(M☉)이 된다.
충돌 전의 기존 별들의 질량은 불확실성이 더 크다. 이전 질량들의 기하 평균과 거의 동일한 처프 질량은 직접 관측 가능한 매개변수로, 1.188+0.004
−0.002M☉로 측정되었다. 기존 큰 별(m1) 90% 확률로 1.36과 2.26M☉, 더 작은 별(m2)도 90% 확률로 0.86과 1.36M☉ 사이에 있을 것으로 추정된다. 낮은 자전 가정을 적용하면, m1은 1.36과 1.60M☉, m2는 1.17과 1.36M☉ 사이로 추정되며, 반지름 12km 이내의 범위에 해당한다.
초기에는 대량의 방출 물질(즉시 블랙홀로 붕괴되었을 경우 삼켜졌을 물질)이 관측되었다는 점에서 초거대질량 중성자별이 형성되었을 것으로 여겨졌다. 처음에는 비교적 오래 생존하는 중성자별에서 예상되는 스핀다운 에너지 방출의 증거가 없었기 때문에, 이 중성자별이 밀리초 내에 블랙홀로 붕괴했을 것으로 추정되었다. 그러나 이후 GW170817 신호의 꼬리 부분에 대한 정밀 분석에서 수 초 동안의 스핀다운 특성과 일치하는 추가적인 특징이 발견되었으며, 중간 단계의 초거대질량 마그네타가 존재했을 가능성을 나타낸다. 이 스핀다운 에너지는 약 63 Foe(대략 태양 질량-에너지의 3.5%)로 추정되며, 당시 LIGO의 탐지 민감도보다 낮았다. 2023년에는 이와는 통계적으로 독립적인 분석 방법을 통해 감마선 폭발 GRB 170817A의 중심 엔진이 존재함이 확인되었다.
짧은 감마선 폭발에 이어 수 개월에 걸쳐 보다 느리게 진화하는 킬로노바가 관측되었으며, 이는 초기 대폭발 순간 생성되어 방출된 r-과정 핵종의 방사성 붕괴에 의해 구형으로 팽창하는 광학 잔광이다. 이것으로 GW170817은 철보다 무거운 원소의 약 절반의 핵합성이 발생할 수 있는 r- 과정에 적합한 장소가 중성자별 합병인것이 확인되었다. 총합적으로 지구 질량의 약 16,000배에 달하는 무거운 원소들이 형성된 것으로 추정되며, 이 중 금과 백금만으로도 약 10 지구 질량에 해당하는 양이 생성되었다. 전자기 복사는 태양 질량 에너지의 약 0.5%에 해당하는 것으로 추산된다.
2025년 기준으로, 이 병합 사건의 결과로 남은 최종적으로 안정된 천체의 정확한 성질은 여전히 불확실하다.

## 과학적 중요성
이 사건에 대한 과학적 관심은 엄청났으며  발표 당일에 수십 개의 예비 논문(및 거의 100개의 사전 인쇄본)이 출판되었다. 이중에는 이 중에는 사이언스에 8편, 네이처에 6편, 천체물리학 저널 레터의 특별호에 32편이 실렸다. 이 사건에 대한 관심과 연구 노력은 전 세계적이었다. 다중 신호 관측을 다룬 논문은 7개 대륙과 우주에서 활동한 70개 이상의 천문대, 900개 이상의 기관 소속 약 4,000명의 천문학자(전 세계 천문학계의 약 3분의 1)가 공동 저자로 참여했다.
이 사건은 또한 빛의 속도와 중력의 속도 차이에 대한 제한도 제공했다. 최초의 광자가 중력파 방출 정점 이후 0~10초 사이에 방출되었다고 가정하면, 중력파 속도와 전자기파 속도의 차이(vGW − vEM)는 광의 -3×10-15배에서 +7×10-16배 사이로 제한되며 이전의 추정치를 약 14자릿수 만큼 개선하였다.
또한 GW170817은 샤피로 지연 측정을 통해 등가 원리와 로런츠 공변성을 검증하는 데에도 기여하였다. 이 관측으로 인해 중력 이론 분야의 로런츠 불변성 위반 가능성(중력 부문 계수)의 한계가 최대 10자릿수까지 줄어들었다.
이 사건은 일반 상대성이론의 몇몇 대안 이론들도 배제시켰다. 여기에는 스칼라-텐서 이론의 변형, 호라바-리프시츠 중력이론(Hořava–Lifshitz gravity), 암흑물질 유사 이론(Dark Matter Emulators), 바이메트릭 중력(bimetric gravity) 등이 포함된다. 2018년 7월에 발표된 한 분석에서는 GW170817을 이용해 중력파가 일반 상대성이론이 설명하는 3+1차원 곡률 시공간을 완전히 통과한다는 사실을 보여주었으며, 이는 중력파가 더 높은 비압축 추가 차원으로 "새어 나간다"는 가설을 배제하였다.
GW170817과 같은 중력파 신호는 ‘표준 사이렌’으로 활용되어 허블 상수(H₀)를 독립적으로 측정할 수 있게 해준다. 이 사건으로부터 처음 산출된 허블 상수 값은 70.0+12.0
−8.0(km/s)/Mpc로, 기존의 추정값들과 대체로 일치한다. 이후 연구에서는 이 값을 70.3+5.3
−5.0 (km/s)/Mpc로 정밀하게 개선하였다. 앞으로 유사한 사건이 더 많이 관측되면 오차는 5년 이내에 2%, 10년 이내에 1%까지 줄어들 것으로 예상된다.
전자기파 관측은 중성자별 병합이 빠른 중성자 포획(r-과정) 핵합성에 기여한다는 이론을 뒷받침해 준다. 이는 과거에는 주로 초신성 폭발과 연관되어 있다고 여겨졌으나, 이제는 금과 백금을 포함한 철보다 무거운 r-과정 원소의 주요 발생원으로 중성자별 병합으로 여겨진다. 중성자별 병합에서 r-과정 원소가 처음 확인된 것은 GW170817의 스펙트럼을 재분석하면서 이루어졌다. 스펙트럼 관측은 스트론튬이 생성되었음을 직접적으로 입증하였다. 또한 이 관측은 중성자별이 중성자-풍부 물질(neutron-rich matter)로 구성되어 있다는 가장 직접적 증거이기도 하다. 이후 이 방출 물질에서 이트륨, 란타넘, 세륨 등의 r-과정 원소들도 확인되었다.
2017년 10월, 스티븐 호킹은 생전 마지막 방송 인터뷰에서 GW170817의 과학적 중요성에 대해 논의하였다. 2018년 9월에는 NS–NS, NS–WD, WD–WD 병합을 포함하는 중성자별(NS)과 백색왜성(WD)의 병합 가능성에 관한 후속 연구도 발표되었다.

## 같이 보기
- 중력파 천문학
- 다중 신호 천문학

| Portal icon | 천문학 포털 |
| Portal icon | 물리학 포털 |